# Edition Fünf
edition fünf ist ein unabhängiger deutscher Verlag, der ausschließlich Bücher von Autorinnen publiziert. Der Verlagssitz ist in Gräfelfing bei München. Vertrieb, Lektorat und Presse arbeiten in Hamburg.

## Verlagsgeschichte
Der Verlag edition fünf wurde 2010 von der Münchner Literaturagentin und Verlegerin Silke Weniger mit dem Anliegen gegründet, zusammen mit den Herausgeberinnen Christine Gräbe (bis 2012) und Karen Nölle die Vielfalt weiblicher Erzähltraditionen aufzuzeigen und in den Fokus des Literaturbetriebs zu rücken.
In den ersten fünf Jahren entstand eine Bibliothek von 25 Titeln, darunter Klassikerinnen, deutsche Erstausgaben und Neuübersetzungen, Romane und Erzählungen. Jedes Jahresprogramm wurde von einer thematischen Klammer zusammengehalten: Aufbruch, Wagnisse, Spiegelungen, Verstrickungen, Alleingänge.
Zu den Wiederentdeckungen zählen oftmals in Vergessenheit geratene große Klassikerinnen, deren Werke edition fünf in neuen oder überarbeiteten Übersetzungen wieder zugänglich macht, darunter „Das Erwachen“ von Kate Chopin, „Vor ihren Augen sahen sie Gott“ von Zora Neale Hurston oder „Haus ohne Halt“ von Marilynne Robinson. Seit 2015 wird das Verlagsprogramm mehr und mehr durch hierzulande bislang unbekannte zeitgenössische Autorinnen ergänzt, darunter Anne Garréta, Anneloes Timmerije, Laurence Tardieu und Mona Høvring.
Eine Konstante im Verlagsprogramm sind Anthologien, die Autorinnen aus einem Land oder zu einem Thema versammeln und in denen Klassikerinnen wie Virginia Woolf, Jane Austen, Katherine Mansfield, Anna Seghers, Tania Blixen oder Sylvia Plath neben zeitgenössischen Autorinnen wie Zadie Smith, Siri Hustvedt, Nora Gomringer, Judith Schalansky oder Karen Köhler stehen.
Alle Bände werden durch ein Nachwort einer Schriftstellerin oder Expertin für weibliches Schreiben ergänzt, darunter namhafte Autorinnen und Wissenschaftlerinnen wie Barbara Vinken, Olga Grjasnova, Gunna Wendt, Edda Ziegler, Husch Josten, Dorothea Dieckmann, Antje Rávik Strubel oder Nicole Seifert.
Die Bücher der edition fünf werden von der Grafikerin Kathleen Bernsdorf gestaltet und illustriert. Die ersten 25 Bände sind in rotes Leinen gekleidet, mit Lesebändchen, Prägung und Banderole versehen. Seit 2015 ergänzen individuell gestaltete Titel mit besonderen Materialien und Prägungen das Programm.

## Auszeichnungen
- 2011 erhielt edition fünf den Bayerischen Kleinverlagspreis[2][3]

- 2020 wurde Verlegerin Silke Weniger vom Branchennetzwerk BücherFrauen e. V. als BücherFrau des Jahres 2020 ausgezeichnet.[4][5][6][7][8]

## Nachweise
1. ↑  Ilka Kreutzträger: Zu Besuch beim Verlag "Edition Fünf": Die Falschmacherinnen. In: Die Tageszeitung: taz. 7. Dezember 2011, ISSN 0931-9085 (taz.de [abgerufen am 12. Mai 2025]).
2. ↑  Bayerischer Kleinverlagspreis 2011 geht an die edition fünf
3. ↑  edition fünf mit dem vom Bayerischen Staatsministerium für Bildung und Kultus, Wissenschaft und Kunst verliehenen Preis für einen bayerischen Kleinverlag ausgezeichnet
4. ↑  BücherFrau des Jahres 2020: Silke Weniger (Memento des Originals vom 11. Juni 2020 im Internet Archive)  Info: Der Archivlink wurde automatisch eingesetzt und noch nicht geprüft. Bitte prüfe Original- und Archivlink gemäß Anleitung und entferne dann diesen Hinweis.
5. ↑  Silke Weniger ist "BücherFrau des Jahres 2020"
6. ↑  Silke Weniger auserkoren
7. ↑  Porträt: Silke Weniger "BücherFrau des Jahres 2020"
8. ↑  Literaturagentin, Verlegerin, BücherFrau 2020 – Im Gespräch mit Silke Weniger